# Cuenca media del Suárez
La cuenca media del Suárez,  también conocida como la hoya del río Suárez, es un territorio con identidad propia que se extiende entre los departamentos de Boyacá y Santander y desarrolla su economía alrededor del cultivo de la caña de azúcar y la guayaba grama, que son procesadas en forma de panela y bocadillo.
- Datos: Q65159063